# Bokeem Woodbine
Bokeem Woodbine (New York, 1973. április 12. –) amerikai színész.
Legismertebb alakítása Mike Milligan a Fargo (2015–2020) című sorozatban. 2017-ben a Pókember: Hazatérés című filmben szerepelt.

## Fiatalkora
1973. április 13-án született a New York-i Harlemben. A manhattani Upper East Side-on lévő Dalton Schoolba járt, mielőtt átiratkozott a városi Fiorello H. LaGuardia High School of Music & Art and Performing Artsba. Egész életében harcművészetet gyakorolt, mivel hapkidót és saolin kungfut tanult.

## Pályafutása
1995-ben szerepelt a Halott pénz című filmben. 2000-ben a Battery Park című szituációs komédia főszereplője lett. 2004-ben a Ray című életrajzi filmben alakította David Newman zenészt. 2009-ben a Fekete Dinamit, 2012-ben Az emlékmás, 2013-ban pedig a Riddick című filmekben szerepelt.
2015-ben a Fargo című sorozat visszatérő szereplője lett, egészen 2020-ig. 2017-ben a Pókember: Hazatérés című szuperhősfilmben egy Shocker nevű gonosztevőt formált meg. 2021-ben a Szellemirtók – Az örökség című filmben szerepelt.

## Filmográfia

### Film
| Év   | Magyar cím                             | Eredeti cím                                   | Szerep                   | Magyar hang                      |
| ---- | -------------------------------------- | --------------------------------------------- | ------------------------ | -------------------------------- |
| 1994 | Crooklyn                               | Crooklyn                                      | Richard                  |                                  |
| 1994 | Jason balladája                        | Jason's Lyric                                 | Joshua Alexander         |                                  |
| 1995 | A fekete párduc                        | Panther                                       | Tyrone                   |                                  |
| 1995 | Halott pénz                            | Dead Presidents                               | Cleon                    | Galambos Péter                   |
| 1996 | Pokolsztráda                           | Freeway                                       | Chopper                  | Rajkai Zoltán                    |
| 1996 | A szikla                               | The Rock                                      | Crisp őrmester           |                                  |
| 1996 |                                        | The Elevator                                  | Malcolm                  |                                  |
| 1997 | Az utolsó belövés                      | Gridlock'd                                    | Mud                      | Hankó Attila                     |
| 1998 | Visszaesők                             | Caught Up                                     | Daryl Allen              | Széles Tamás                     |
| 1998 | Robbanófejek                           | The Big Hit                                   | Crunch                   | Harmath Imre                     |
| 1998 | Hajszál híján hősök                    | Almost Heroes                                 | Jonah                    | Crespo Rodrigo                   |
| 1999 | Halálosztó 2. – A gonosz sosem hal meg | Wishmaster 2: Evil Never Dies                 | Mr. Farralon             | Varga Tamás                      |
| 1999 | Életfogytig                            | Life                                          | Mit Sem Ért              |                                  |
| 1999 | Pénzfutár                              | The Runner                                    | 477                      | Galambos Péter                   |
| 1999 | A hangos revolverek városa             | It's the Rage                                 | Agee                     | Kapácsy Miklós                   |
| 2000 |                                        | BlackMale                                     | Jimmy Best               |                                  |
| 2001 |                                        | The Road to Graceland                         | Franklin (hangja)        |                                  |
| 2001 | Milliókért a pokolba                   | 3000 Miles to Graceland                       | Benjamin Franklin        | Ifj. Jászai László (1. szinkron) |
| 2001 | Milliókért a pokolba                   | 3000 Miles to Graceland                       | Benjamin Franklin        | Maday Gábor (2. szinkron)        |
| 2001 | Új faj                                 | The Breed                                     | Steve Grant              |                                  |
| 2002 | Sűrű lé                                | Run for the Money                             | Rock                     |                                  |
| 2002 | Lopakodók 2.                           | Sniper 2                                      | Jake Cole                | Zámbori Soma                     |
| 2003 | Detonátor – Terror Los Angelesben      | Detonator                                     | Jack Forrester           | Varga Rókus                      |
| 2004 | Ray                                    | Ray                                           | Zsírfejű Newman          | Bede-Fazekas Szabolcs            |
| 2005 | One shot – Gyilkos kör                 | The Circle                                    | rendőr                   |                                  |
| 2005 |                                        | Blood of a Champion                           | Shadow                   |                                  |
| 2005 | Edmond                                 | Edmond                                        | Rab                      | Varga Gábor                      |
| 2006 |                                        | 18 Fingers of Death!                          | Billy Buff               |                                  |
| 2006 |                                        | Confessions                                   | Miles Adams              |                                  |
| 2006 |                                        | The Champagne Gang                            | Rocksztár                |                                  |
| 2007 |                                        | The Last Sentinel                             | Anchilles                |                                  |
| 2008 |                                        | The Poker House                               | Duval                    |                                  |
| 2008 | Az ötödik parancsolat                  | The Fifth Commandment                         | Miles Templeton          |                                  |
| 2009 | Fekete Dinamit                         | Black Dynamite                                | Jack                     |                                  |
| 2009 |                                        | A Day in the Life!                            | Bam Bam                  |                                  |
| 2009 |                                        | The Butcher                                   | Pete                     |                                  |
| 2009 |                                        | Three Bullets (rövidfilm)                     | Bo                       |                                  |
| 2010 | Ördög                                  | Devil                                         | Őr                       | Varga Rókus                      |
| 2010 |                                        | Across the Line: The Exodus of Charlie Wright | Miller                   |                                  |
| 2011 | Szellemtanú                            | Little Murder                                 | Lipp                     | Varga Rókus                      |
| 2011 |                                        | License to Reproduce (rövidfilm)              | Troy Peterson DEA-ügynök |                                  |
| 2012 | Az emlékmás                            | Total Recall                                  | Harry                    | Maday Gábor                      |
| 2012 |                                        | Letting Go                                    | Mark                     |                                  |
| 2013 |                                        | Caught on Tape                                | Tyrone                   |                                  |
| 2013 | A burok                                | The Host                                      | Nate                     |                                  |
| 2013 |                                        | Five Thirteen                                 | Nestor                   |                                  |
| 2013 | Riddick                                | Riddick                                       | Moss                     | Csík Csaba Krisztián             |
| 2013 |                                        | 1982                                          | Scoop                    |                                  |
| 2013 |                                        | They Die by Dawn                              | Bill Pickett             |                                  |
| 2014 |                                        | For Love or Money                             | Jacoby                   |                                  |
| 2014 | Bőrnyakúak 2. – Tűzvonal               | Jarhead 2: Field of Fire                      | Danny Kettner            | Varga Rókus                      |
| 2014 |                                        | Guardian Angel                                | Jackson                  |                                  |
| 2015 |                                        | AWOL72                                        | Myron                    |                                  |
| 2015 | Éjszakai osztag                        | The Night Crew                                | Crenshaw                 | Varga Rókus                      |
| 2017 | Pókember: Hazatérés                    | Spider-Man: Homecoming                        | Herman Schultz / Shocker | Bognár Tamás                     |
| 2018 | Milliárdos fiúk klubja                 | Billionaire Boys Club                         | Tim Pitt                 | Varga Rókus                      |
| 2018 | Overlord                               | Overlord                                      | Rensin                   | Galambos Péter                   |
| 2019 | A Hold árnyékában                      | In the Shadow of the Moon                     | Maddox                   | Ifj. Jászai László               |
| 2019 | Queen & Slim                           | Queen & Slim                                  | Earl bácsi               | Varga Rókus                      |
| 2020 | Spenser az igazság nyomában            | Spenser Confidential                          | Driscoll                 |                                  |
| 2021 | Szellemirtók – Az örökség              | Ghostbusters: Afterlife                       | Sherman Domingo sheriff  | Bognár Tamás                     |
| 2022 |                                        | The Inspection                                | Leland Laws              |                                  |
| 2023 | Vén csókák                             | Old Dads                                      | Mike Richards            | Csík Csaba Krisztián             |
| 2023 |                                        | Earth Mama                                    | Paul                     |                                  |

### Televízió
| Év        | Magyar cím                       | Eredeti cím                  | Szerep                      | Megjegyzések                                                                                 |
| --------- | -------------------------------- | ---------------------------- | --------------------------- | -------------------------------------------------------------------------------------------- |
| 1993      |                                  | CBS Schoolbreak Special      | Steve Newberg               | 1 epizód                                                                                     |
| 1993      | Gúzsba kötve                     | Strapped                     | Diquan Mitchell             | - tévéfilm - magyar hangja: - Holl Nándor                                                    |
| 1995      | X-akták                          | The X-Files                  | Sammom Roque                | - 1 epizód (A lista) - magyar hangja: - Németh Gábor                                         |
| 1997      | Veszélyes küldetés               | New York Undercover          | gengszter                   | 1 epizód                                                                                     |
| 1999      | Maffiózók                        | The Sopranos                 | géniusz                     | 1 epizód                                                                                     |
| 2000      | Áldozat                          | Sacrifice                    | Gottfried ügynök            | - tévéfilm - magyar hangja: Lux Ádám }}                                                      |
| 2000      |                                  | Battery Park                 | Derek Finley                | főszereplő                                                                                   |
| 2000      |                                  | Soul Food                    | Conrad                      | 1 epizód                                                                                     |
| 2000      |                                  | City of Angels               | Dr. Damon Bradley           | visszatérő szerep (2. évad)                                                                  |
| 2002      |                                  | R.U.S./H.                    | T-Bone                      | tévéfilm                                                                                     |
| 2003      | Fastlane – Halálos iramban       | Fastlane                     | Super G.                    | 1 epizód                                                                                     |
| 2003      |                                  | Jasper, Texas                | Khalid X                    | tévéfilm                                                                                     |
| 2004      | CSI: Miami helyszínelők          | CSI: Miami                   | Byron Middlebrook / B-Slick | 1 epizód                                                                                     |
| 2005      | Dr. Csont                        | Bones                        | Randall Hall                | 1 epizód                                                                                     |
| 2006      |                                  | The Evidence                 | Chaz Roberts                | 1 epizód                                                                                     |
| 2006      |                                  | Blade: The Series            | Steppin' Razor              | 2 epizód                                                                                     |
| 2007      | Shark – Törvényszéki ragadozó    | Shark                        | Willy Tarver                | 1 epizód                                                                                     |
| 2007      | Esküdt ellenségek: Bűnös szándék | Law & Order: Criminal Intent | Gordon 'G-Man' Thomas       | 1 epizód                                                                                     |
| 2007–2010 |                                  | Saving Grace                 | Leon Cooley                 | - főszereplő (1-2. évad) - vendégszereplő (3. évad)                                          |
| 2011      |                                  | Flesh Wounds                 | Jackie                      | tévéfilm                                                                                     |
| 2011–2012 | Terepen                          | Southland                    | Jones                       | 5 epizód                                                                                     |
| 2013      |                                  | Payday                       | Simmons                     | 1 epizód                                                                                     |
| 2014      |                                  | The Fright Night Files       | Isaiah                      | tévéfilm                                                                                     |
| 2015      |                                  | Battle Creek                 | Devin                       | 1 epizód                                                                                     |
| 2015      | Bűnös Chicago                    | Chicago P.D.                 | Derek Keyes                 | 1 epizód                                                                                     |
| 2015      | Családom, darabokban             | Life in Pieces               | Wood rendőr                 | 1 epizód                                                                                     |
| 2015–2020 | Fargo                            | Fargo                        | Mike Milligan               | - főszereplő (2. évad) - vendégszereplő (4. évad) - magyar hangja:[forrás?] - Dolmány Attila |
| 2016      | Tömény történelem                | Drunk History                | George Washington           | 1 epizód                                                                                     |
| 2016      |                                  | The Infamous                 | Shannon Reese               | tévéfilm                                                                                     |
| 2017      |                                  | Underground                  | Daniel                      | visszatérő szerep (2. évad)                                                                  |
| 2017      | Fehér hó                         | Snowfall                     | Knees                       | 1 epizód                                                                                     |
| 2018      | Megoldatlan                      | Unsolved                     | Daryn Dupree                | főszereplő minisorozat (10 epizód)                                                           |
| 2019–2021 | Wu-Tang: Egy amerikai saga       | Wu-Tang: An American Saga    | Jerome                      | - visszatérő szerep (1-2. évad) - vendégszereplő (3. évad)                                   |
| 2022–2024 | Halo                             | Halo                         | Soren-066                   | - főszereplő - magyar hangja:[forrás?] - Galambos Péter                                      |
| 2024      | Ripley                           | Ripley                       | Alvin McCarron              | - minisorozat főszereplője - magyar hangja:[forrás?] - Schneider Zoltán                      |
| 2025      |                                  | Government Cheese            | Bootsy                      | főszereplő                                                                                   |

## Fordítás
- Ez a szócikk részben vagy egészben  a   Bokeem Woodbine című angol Wikipédia-szócikk ezen változatának fordításán alapul.  Az eredeti cikk szerkesztőit annak laptörténete sorolja fel. Ez a jelzés csupán a megfogalmazás eredetét és a szerzői jogokat jelzi, nem szolgál a cikkben szereplő információk forrásmegjelöléseként.